# Omega2 Tauri
Omega2 Tauri, también conocida simplemente como Omega Tauri (ω2 Tau / ω Tau / 50 Tauri),  es una estrella en la constelación de Tauro.
De magnitud aparente +4,93, se localiza a menos de un grado al sur de la eclíptica.
Su distancia al sistema solar es de 94 años luz.
Omega2 Tauri es una estrella blanca de tipo espectral A3m.
Tiene una temperatura efectiva entre 7552 y 8709 K y es 8 veces más luminosa que el Sol.
Posee un radio un 51% más grande que el radio solar y rota con una velocidad de al menos 62 km/s.
Su masa está comprendida entre 1,9 y 2,3 masas solares.
No existe consenso en cuanto a su edad; mientras que un estudio le otorga una edad de sólo 13 millones de años, otro eleva esta cifra hasta los 193 millones de años, casi 15 veces más.
Al igual que otras estrellas semejantes, el exceso de emisión infrarroja observado tanto a 24 μm como a 70 μm indica la existencia de un disco de polvo circunestelar.
Omega2 Tauri presenta una abundancia relativa de hierro doble de la del Sol ([Fe/H] = +0,32), sobreabundancia también observada en el caso del bario, cuyo contenido es seis veces superior.
En el extremo opuesto destaca el contenido de calcio, sólo una tercera parte del solar.
Asimismo, como lo pone de manifiesto su tipo espectral, Omega2 Tauri es una estrella con líneas metálicas al igual que Sirio (α Canis Majoris).